# Molenbuurt (Texel)
Molenbuurt is een buurtschap in de gemeente Texel in de provincie Noord-Holland.
Molenbuurt ligt net ten noorden van het dorp De Waal op het Nederlandse waddeneiland Texel. De buurtschap is ooit in polder Barningen ontstaan nabij de molen van de polder.
Omdat daar net een molen was gebouwd werd in 1543 de buurtschap nog de Molenbuyrt genoemd, evenals de weg die erdoorheen liep. De molen bleef tot 1839 staan. De Molen was gelijk de aanzet tot bewoning in de buurt. Nadat de molen verkocht werd in 1839 aan de Sociëteit van Eigendom van Eierland werd de molen uit elkaar gehaald en weer opgebouwd aan het eind van de Postweg nabij De Cocksdorp. Een boerderij, die van voor 1810 is en vlak bij de molen stond herinnert tot op heden aan de molen via de boerderijnaam, genaamd de Molenhoeve. De weg die door de buurtschap loopt herinnert niet meer aan de molen noch aan de buurtschap, de weg heet thans namelijk Bargen, vernoemd naar de buurtschap Bargen van iets verderop.
Bij een schouw in 1561 van de polder waarin de buurtschap zich bevindt werd door de Staten van Holland en West-Friesland benoemde commissie, die de onregelmatige belastingafdracht moest controleren, de polder Barningen genoemd als de polder met de 'bijna kwaadste' grond van heel Texel. De grond van Barningen was per morgen niet meer dan 50 stuivers waard en dat terwijl andere polders belastbaar waren voor 10 carolusguldens per morgen.
Dorpen en gehuchten: 't Horntje · De Cocksdorp · De Koog · De Waal · Den Burg · Den Hoorn · Oosterend · Oudeschild

Buurtschappen: Bargen · Burger Nieuwland · De Kuil · De Naal ·  De Nes · De Westen · Dijkmanshuizen · Driehuizen · Harkebuurt · Het Noorden · Midden-Eierland · Molenbuurt · Nieuweschild · Noord Haffel · Noorderbuurt · Ongeren · Oost · Spang · Spijkdorp · Tienhoven · Westergeest · Westermient · Zevenhuizen · Zuid-Eierland · Zuid Haffel

Noord-Holland: Steden en dorpen in Noord-Holland      Nederland: Provincies · Gemeenten